# 1000-km-Rennen von Zhuhai 2010

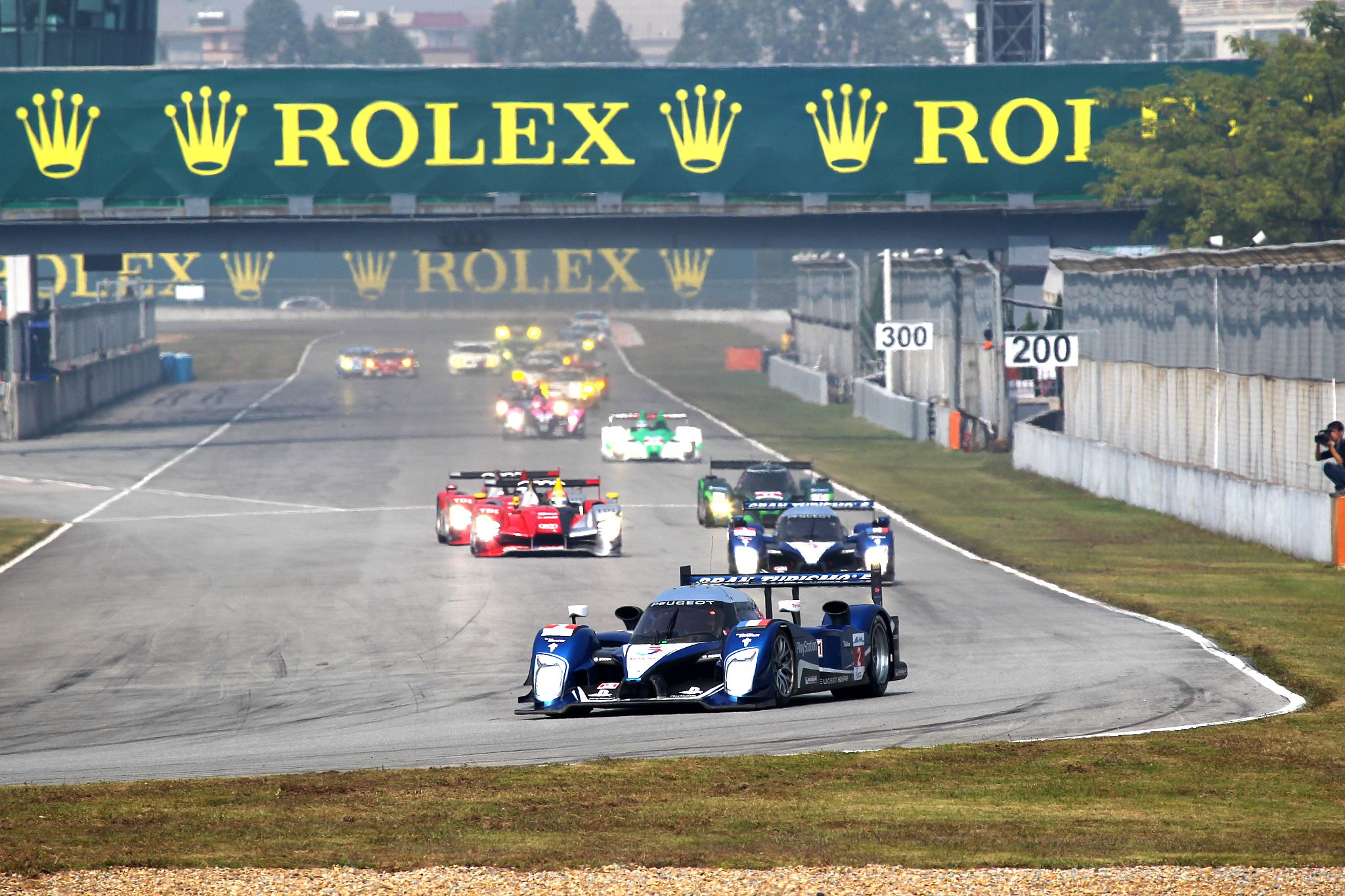
Start zum 1000-km-Rennen

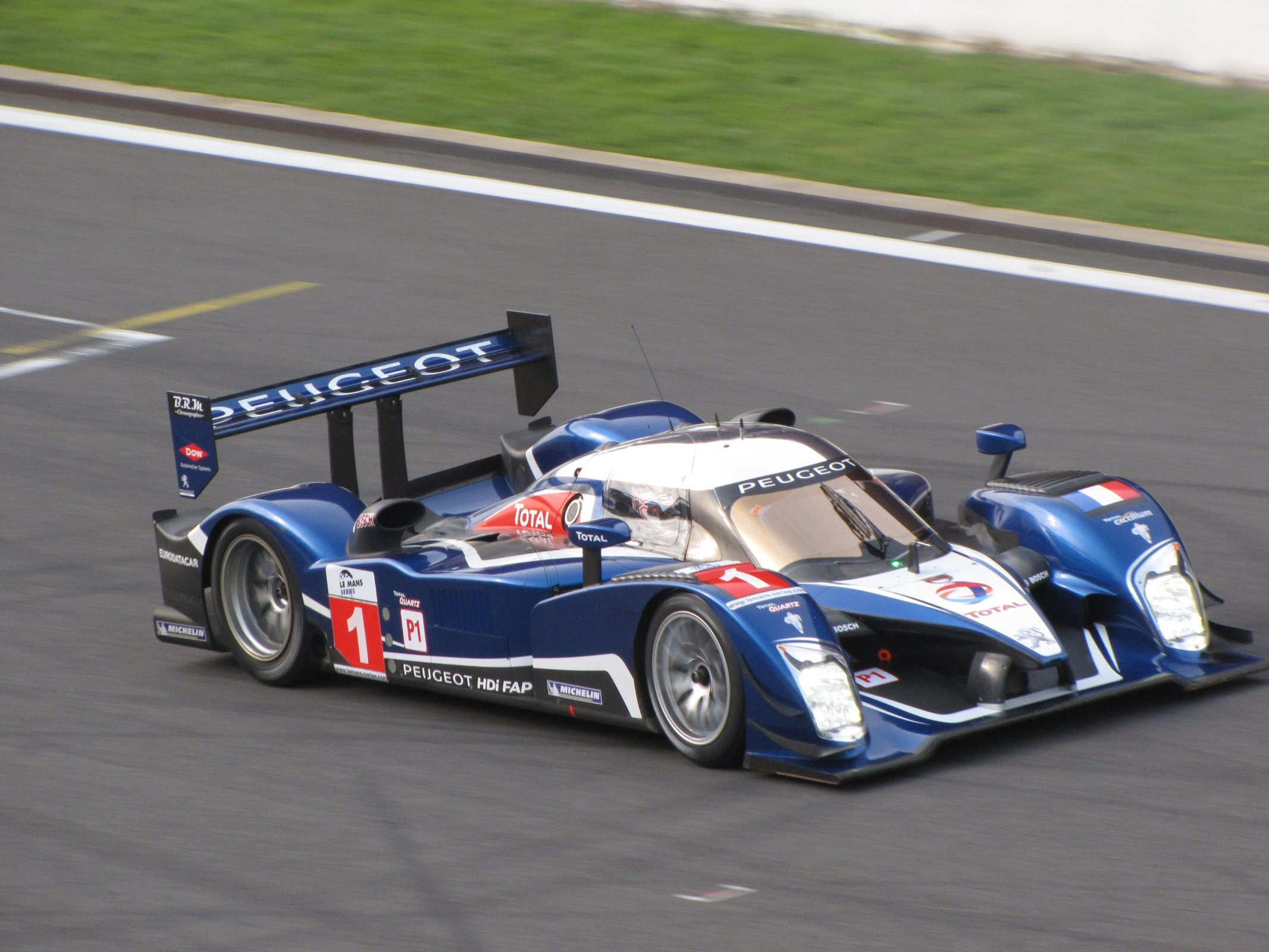
Letzter Werkseinsatz des Peugeot 908 HDi FAP

Das 1000-km-Rennen von Zhuhai 2010, auch Zhuhai 1000 kms China, Zhuhai, fand am 7. November auf dem Zhuhai International Circuit statt und war der einzige Wertungslauf der Asian Le Mans Series dieses Jahres.

## Vor dem Rennen
Wie 2009 bestand auch 2010 die Asian Le Mans Series nur aus einem Wertungslauf, da erneut das 1000-km-Rennen von Shanghai abgesagt wurde. Das Rennen zählte jedoch auch zum erstmals ausgetragenen Intercontinental Le Mans Cup. Der Cup umfasste je ein Rennen der European-, American und Asian Le Mans Series. Nach dem 1000-km-Rennen von Silverstone und dem Petit Le Mans war das Rennen Zhuhai das dritte und letzte des Cups.

## Das Rennen
Sowohl Peugeot als auch Audi brachten je zwei Werkswagen nach China. Der große Peugeot-Werksfahrerkader machte es möglich, die Peugeot 908 HDi FAP mit neuen Fahrerpaarungen zu besetzen. Sébastien Bourdais fuhr den Wagen mit der Nummer 1 gemeinsam mit Simon Pagenaud. Das Fahrzeug mit der Nummer 2 steuerten Franck Montagny und Stéphane Sarrazin. In den beiden von Joest Racing eingesetzten Audi R15 TDI saßen Allan McNish/Tom Kristensen und Romain Dumas/Rinaldo Capello. Im Qualifikationstraining war Stéphane Sarrazin im Peugeot am schnellsten. Mit einer Zeit von 1:21,8689 Minuten war er um 1,2 Sekunden schneller als Allan McNish im bestplatzierten Audi, der Gesamtdritter war. Dazwischen lag der zweite Peugeot mit Bourdais am Steuer.
Im Rennen war der Unterschied zwischen den beiden Peugeots und den Audis weit geringer als im Training. Die unterschiedlichen Rennstrategien hatten zur Folge, dass die Führung nach jedem Tankstopp zwischen dem Peugeot mit der Nummer 2 (Montagny/Sarrazin) und den beiden Audis wechselte. Der zweite Peugeot fiel nach einer Kollision beim Überrunden zurück. Die Entscheidung fiel in der 219 Runde, als Sarrazin zu einem letzten Splash-and-Dash-Stopp an die Boxen kam und danach knapp die Führung vor dem Audi von Tom Kristensen behielt. In den letzten 13 Runden konnte er die Überholversuche von Kristensen abwehren und siegte mit einem Vorsprung von vier Sekunden.
Es war der 19. Gesamtsieg des Peugeot 908 HDi Fap, den in Zhuhai das Werksteam zum letzten Mal einsetzte. 2011 wurde das Modell durch den Peugeot 908 ersetzt, nur Oreca bestritt 2011 noch einige Rennen mit dem 908 HDi FAP.

## Ergebnisse

### Schlussklassement
| 1           | LMP1 | 2  | Team Peugeot Total         | Franck Montagny Stéphane Sarrazin                  | Peugeot 908 HDi FAP        | 232 |
| 2           | LMP1 | 7  | Audi Sport Team Joest      | Tom Kristensen Allan McNish                        | Audi R15 TDI               | 232 |
| 3           | LMP1 | 8  | Audi Sport Team Joest      | Rinaldo Capello Romain Dumas                       | Audi R15 TDI               | 232 |
| 4           | LMP1 | 1  | Team Peugeot Total         | Sébastien Bourdais Simon Pagenaud                  | Peugeot 908 HDi-FAP        | 229 |
| 5           | LMP2 | 35 | OAK Racing                 | Jacques Nicolet Frédéric Da Rocha Patrice Lafargue | Pescarolo 01 Evo           | 206 |
| 6           | GTH  | 92 | Porsche AG                 | Jörg Bergmeister Patrick Long                      | Porsche 997 GT3 R Hybrid   | 206 |
| 7           | GT2  | 78 | BMW Team Schnitzer         | Dirk Werner Jörg Müller                            | BMW M3                     | 202 |
| 8           | GT2  | 77 | Team Felbermayr Proton     | Richard Lietz Marc Lieb                            | Porsche 997 GT3 RSR        | 202 |
| 9           | FLM  | 47 | Hope Polevision Racing SA  | Steve Zacchia Shan Qi Zhang Jeffrey Lee            | Oreca FLM09                | 201 |
| 10          | GT2  | 95 | AF Corse                   | Gianmaria Bruni Toni Vilander Jaime Melo           | Ferrari F430 GTC           | 199 |
| 11          | GT2  | 88 | Team Felbermayr Proton     | Gianluca Roda Martin Ragginger Christian Ried      | Porsche 997 GT3 RSR        | 192 |
| 12          | GTC  | 98 | KK Performance             | Marchy Lee Alex Yoong Matthew Marsh                | Audi R8 LMS                | 192 |
| 13          | GT2  | 90 | CRS Racing                 | Pierre Ehret Phil Quaife Andrew Kirkaldy           | Ferrari F430 GTC           | 191 |
| 14          | LMP1 | 23 | Tokai University YGK Power | Shogo Mitsuyama Shigekazu Wakisaka                 | Courage-Oreca LC70         | 190 |
| 15          | GT2  | 99 | Gulf Team First            | Fabien Giroix Roald Goethe                         | Lamborghini Gallardo LP560 | 187 |
| 16          | GTC  | 91 | Team Hong Kong Racing      | Philip Ma Mathias Beche                            | Aston Martin DBRS9         | 172 |
| 17          | GTC  | 97 | United Autosports          | Henri Richard Allan Li                             | Audi R8 LMS                | 171 |
| 18          | GT1  | 50 | Larbre Compétition         | Patrick Bornhauser Laurent Groppi Pedro Lamy       | Saleen S7-R                | 170 |
| Ausgefallen |      |    |                            |                                                    |                            |     |
| 19          | GTC  | 96 | United Autosports          | Danny Watts Richard Meins Frank Yu                 | Audi R8 LMS                | 168 |
| 20          | LMP1 | 11 | Drayson Racing             | Jonny Cocker Paul Drayson                          | Lola B09/60                | 141 |
| 21          | GT2  | 75 | Prospeed Competition       | Richard Westbrook Darryl O’Young                   | Porsche 997 GT3 RSR        | 119 |
| 22          | GT1  | 69 | JLOC                       | Hiroyuki Iiri Yūhi Sekiguchi Yuya Sakamoto         | Lamborghini Murcielago     | 10  |
| 23          | GT2  | 81 | Jaguar RSR                 | Marc Goossens Paul Gentilozzi                      | Jaguar XKRS                | 10  |

### Nur in der Meldeliste
Hier finden sich Teams, Fahrer und Fahrzeuge, die ursprünglich für das Rennen gemeldet waren, aber aus den unterschiedlichsten Gründen daran nicht teilnahmen.
| Pos. | Klasse | Nr. | Team              | Fahrer                                        | Chassis     |
| ---- | ------ | --- | ----------------- | --------------------------------------------- | ----------- |
| 24   | LMP2   | 29  | MIK Corse         | Piergiuseppe Perazzini Marco Cioci Luca Pirri | Lola B09/80 |
| 25   | LMP2   | 30  | MIK Corse         | Ferdinando Geri Fabio Babini                  | Lola B09/80 |
| 26   | GT1    | 66  | Atlas eFX-Team FS | Carlo van Dam                                 | Saleen S7-R |
| 27   | GT1    | 82  | Jaguar RSR        | Paul Gentilozzi Tomy Drissi                   | Jaguar XKRS |

### Klassensieger
| Klasse | Fahrer             | Fahrer            | Fahrer           | Fahrzeug                 | Platzierung im Gesamtklassement |
| ------ | ------------------ | ----------------- | ---------------- | ------------------------ | ------------------------------- |
| LMP1   | Franck Montagny    | Stéphane Sarrazin |                  | Peugeot 908 HDi FAP      | Gesamtsieg                      |
| LMP2   | Jacques Nicolet    | Frédéric Da Rocha | Patrice Lafargue | Pescarolo 01 Evo         | Rang 5                          |
| FLM    | Steve Zacchia      | Shan Qi Zhang     | Jeffrey Lee      | Oreca FLM09              | Rang 9                          |
| GT1    | Patrick Bornhauser | Laurent Groppi    | Pedro Lamy       | Saleen S7-R              | Rang 18                         |
| GT2    | Jörg Müller        | Dirk Müller       |                  | BMW M3                   | Rang 7                          |
| GTC    | Marchy Lee         | Alex Yoong        | Matthew Marsh    | Audi R8 LMS              | Rang 12                         |
| GTH    | Jörg Bergmeister   | Patrick Long      |                  | Porsche 997 GT3 R Hybrid | Rang 6                          |

### Renndaten
- Gemeldet: 27
- Gestartet: 23
- Gewertet: 18
- Rennklassen: 7
- Zuschauer: unbekannt
- Wetter am Renntag: unbekannt
- Streckenlänge: 4,319 km
- Fahrzeit des Siegerteams: 5:35:39,053 Stunden
- Gesamtrunden des Siegerteams: 232
- Gesamtdistanz des Siegerteams: 1002,008 km
- Siegerschnitt: 179,116 km/h
- Pole Position: Stéphane Sarrazin – Peugeot 908 HDi FAP (#2) – 1:21,868 = 189,920 km/h
- Schnellste Rennrunde: Franck Montagny – Peugeot 908 HDi FAP (#2) – 1:22,296 = 188,933 km/h
- Rennserie: 1. Lauf der Asian Le Mans Series 2010
- Rennserie: 2. Lauf zum Intercontinental Le Mans Cup 2010